# Willem FitzOsbern
William FitzOsbern (ca. 1020 - Kassel, 22 februari 1071), heer van Breteuil in Normandië, was een familielid en belangrijk adviseur van Willem de Veroveraar en een van de grote magnaten in de eerste jaren van het Normandische Engeland. Reeds voor 22 februari 1067, een paar maanden na de Normandische verovering van Engeland werd hij tot graaf van Hereford verheven, een van de eerste peerage titels in de Engelse adelstand.

## Wales
Hereford lag tegen de grens met Wales, en Willem begon meteen zijn gebied in westwaartse richting uit te breiden. Hoewel hij minder dan 2 jaar in Hereford was, had hij in die tijd al meerdere versterkingen en kastelen rond de grens gebouwd, aan beide zijden. Het belangrijkste van deze was Chepstow in het zuiden, aan de Welshe zijde van de monding van de Wye. Hij gaf militaire posten en landgoederen uit aan zijn belangrijkste ondergeschikten.
Hoewel het graafschap verloren ging toen Willems zoon Roger de Breteuil in 1075 in opstand kwam tegen Willem de Veroveraar, bleven sommige van zijn leenmannen op hun post, nu in dienst van de kroon, en Willems acties vormen het begin van de Normandische verovering van zuidoost Wales.

## Vlaanderen
In 1070 ontstonden er in graafschap Vlaanderen problemen over de opvolging. Graaf Boudewijn VI van Vlaanderen, een zwager van Willem de Veroveraar, was gestorven. Hij had zijn graafschap en zijn jonge zonen in handen van zijn weduwe Richilde van Henegouwen gelaten. Haar controle over Vlaanderen werd echter aangevochten door de broer van haar overleden echtgenoot, Robrecht de Fries. Richilde zocht steun bij Willem de Veroveraar, Filips I van Frankrijk en graaf Hendrik II van Leuven. Er werd een huwelijk tussen haar en Willem FitzOsbern gearrangeerd. FitzOsbern kon deze kans om graaf van Vlaanderen, het rijkste graafschap in Noordwest-Europa, te worden niet weerstaan. Hij haastte zich met zijn leger naar Vlaanderen. De coalitie rondom Richilde van Henegouwen werd echter op 22 februari 1071 in de slag bij Kassel verslagen. Willem FitzOsbern kwam in deze slag om het leven. Zijn oudste zoon Willem volgde hem op als heer van Eure, zijn andere zoon Roger als graaf van Hereford.